# Théorie de la dignité de la personne

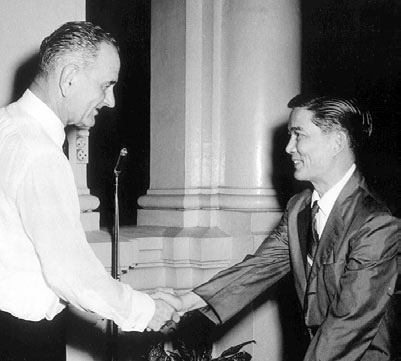
Le vice-président Lyndon B. Johnson au Palais Gia Long, Saigon, avec Ngô Ðình Nhu lors d'une réception donnée par le vice-président, le 12 mai 1961.

La théorie de la dignité de la personne (en vietnamien : Thuyết Nhân vị) est une doctrine politique et idéologique mise au point par Ngô Ðình Nhu en 1954 et basée sur les travaux d'Emmanuel Mounier. Elle a également été l'idéologie officielle du Cần lao, un ancien parti politique sud-vietnamien.

## Concept
Le leader du Cần lao, Ngô Ðình Nhu, a mis au point cette idéologie dans le but de s'opposer au modèle idéologique promu par le Parti communiste vietnamien. La théorie de la dignité de la personne se présentait comme une "troisième voie" alternative au capitalisme et au communisme, qu'elle rejette tous deux en raison de leurs points de vue strictement matérialistes; au profit de la mise en place d'une économie sociale de marché. À la fois le capitalisme et le communisme envisagent les personnes uniquement comme des instruments productifs et des forces de travail bruts; alors que la théorie de la dignité de la personne promeut un épanouissement physique et spirituel de la personne humaine, où l'offre et la demande ne serait pas subordonnée à des intérêts particuliers, mais à la satisfaction de l'intérêt général.
La dignité de la personne humaine repose sur « trois concepts » :
- le personnalisme (reposant sur le leadership d'un chef charismatique) :
- une communauté de destin unie et soudée ;
- le spiritualisme.

L'application concrète des "trois théories" doit nécessairement s'appuyer sur un parti (le Cần lao en l'occurrence) assurant la promotion de l'idéologie, une justice sociale effective ainsi qu'une modernisation technologique.

## Ailleurs dans le monde
La théorie de la dignité de la personne a également eu des sources d'inspiration extérieures diverses, à l'instar de Juan Perón en Argentine, Carlos Castillo Armas au Guatemala, Sukarno en Indonésie, António de Oliveira Salazar au Portugal, Francisco Franco en Espagne et de Norodom Sihanouk au Cambodge.